# Felix Hyde
Felix Hyde (* 1976) ist ein ghanaischer Kugelstoßer.
Hyde wurde 1993 und 1994 ghanaischer Meister im Kugelstoßen. Im Jahr darauf am 1. Juli stellte er mit 17,38 Metern im britischen Bedford einen neuen ghanaischen Landesrekord auf.